# FK Vereya Stara Zagora
Maillots
Le Futbolen Klub Vereya Stara Zagora (en bulgare : Футболен Клуб Верея Стара Загора), plus couramment abrégé en Vereya Stara Zagora, est un club bulgare de football fondé en 2001 et basé dans la ville de Stara Zagora.

## Histoire
Le club est fondé le 15 juillet 2001 par un groupe d'investisseurs constitué de Hristiyan Parvanov, Galin Mihaylov, Slavcho Tanev, Tonko Totev et Dimo Hristov. Passant par la suite ses premières saisons au sein de la quatrième division bulgare, le Vereya accède brièvement au troisième échelon lors de la saison 2006-2007 avant de redescendre aussitôt. Il y fait son retour six ans plus tard pour la saison 2012-2013 et parvient cette fois à s'y maintenir, accédant même au deuxième échelon dès l'année suivante.
Se classant onzième pour sa première saison puis huitième lors de l'exercice 2015-2016, le club profite alors de l'expansion du championnat bulgare, qui passe de 12 à 14 équipes, pour obtenir une licence de première division et intégrer l'élite pour la première fois de son histoire lors de la saison 2016-2017.
Pour ses débuts au premier niveau, le Vereya parvient à se maintenir aisément et accède même à la phase finale pour le titre la saison suivante, où il termine finalement sixième avec un bilan d'un seul match nul pour neuf défaites. L'exercice 2018-2019 s'avère quant à lui désastreux, l'équipe terminant la première phase du championnat en dernière position avec seulement six points en vingt-six rencontres, affichant alors un bilan de vingt défaites pour six matchs nuls et aucune victoire. Subissant six défaites supplémentaire lors des barrages de qualification, le club est même exclu de la première division par la fédération bulgare le 7 mai 2019, à la veille des barrages de relégation, en raison d'une affaire de matchs truqués. Il échoue par la suite à obtenir une licence professionnelle et repart de la quatrième division lors de la saison 2019-2020.

## Bilan par saison
| Saison    | Championnat | Championnat | Championnat | Championnat | Championnat | Championnat | Championnat | Championnat | Championnat | Championnat | Coupe de Bulgarie |
| Saison    | Division    | Pos         | Pts         | J           | V           | N           | D           | BP          | BC          | Diff        | Coupe de Bulgarie |
| --------- | ----------- | ----------- | ----------- | ----------- | ----------- | ----------- | ----------- | ----------- | ----------- | ----------- | ----------------- |
| 2012-2013 | 3e Sud-Est  | 5e          | 60          | 34          | 17          | 9           | 8           | 47          | 29          | +18         | N/A               |
| 2013-2014 | 3e Sud-Est  | 3e          | 75          | 32          | 24          | 3           | 5           | 102         | 25          | +77         | N/A               |
| 2014-2015 | 2e          | 11e         | 37          | 30          | 9           | 10          | 11          | 25          | 24          | +1          | Premier tour      |
| 2015-2016 | 2e          | 8e          | 40          | 30          | 10          | 10          | 10          | 33          | 27          | +6          | Premier tour      |
| 2016-2017 | 1re         | 7e          | 36          | 36          | 10          | 6           | 20          | 27          | 61          | -34         | Demi-finales      |
| 2017-2018 | 1re         | 6e          | 43          | 32          | 11          | 10          | 11          | 44          | 44          | 0           | Premier tour      |
| 2018-2019 | 1re         | 14e         | 6           | 32          | 0           | 6           | 26          | 13          | 81          | -68         | Deuxième tour     |

Légende
- Promu en division supérieure
- Relégué en division inférieure

## Personnalités du club

### Présidents
- Hristiyan Parvanov

### Entraîneurs
La liste suivante présente les différents entraîneurs connus du club.
- Kolyo Hristov (2011-2013)
- Petar Kostadinov (en) (juillet 2013-juin 2014)
- Gospodin Mirchev (juillet 2014-octobre 2014)
- Radostin Kishishev (octobre 2014-mars 2015)
- Zhivko Zhelev (en) (mars 2015-juillet 2016)[n 1]
- Aleksandar Tomash (en) (juin 2016-juin 2017)
- Ilian Iliev (juin 2017-décembre 2017)
- Blagomir Mitrev (en) (janvier 2018-avril 2018)
- Ivan Kolev (avril 2018-août 2018)
- Nebojša Miličić (août 2018-janvier 2019)
- Oleksandr Sevidov (janvier 2019-mars 2019)
- Ivan Vutov (mars 2019-mai 2019)

1. ↑  Zhivko Zhelev dirige de facto l'équipe bien que ce soit son assistant Vladislav Yanush qui soit officiellement enregistré comme entraîneur en raison du manque de licence de Zhelev[3].